# Елипсе
Елипсе су били југословенски рок бенд основан у Београду 1962. године. Бенд је био један од пионира југословенске рок сцене.  
Елипсе је група која је своју каријеру отпочела 1963. године по узору на групу The Shadows, као и многе групе из тог времена. Први запаженији наступ имали су у београдском клубу Еуридика 21. јуна 1963. године. Постала је веома популарна 60-их година, а њени наступи у Градском подруму у Београду су били рок догађаји. 
Елипсе су, као предгрупа свирали на концертима The Searchers-а и The Hollies-а када су ове тада веома познате и популарне светске групе наступале у Југославији. 
Свој први сингл снимили су са Перицом Стојанчићем 1965. године. На А-страни Перица Стојанчић је снимио две песме, а на Б-страни група Елипсе је извеле две инструменталне композиције.
Победници Гитаријаде одржане на Београдском Сајму били су 1966. године, а 1967. године су освојили сребрну медаљу на интернационалном фестивалу у Бугарској.  
У то време су свирали ритам и блуз. Када се групи придружио Еди Декенг (студент из Конга — екс Црни пантери) почели су да свирају соул. 
Трећи сингл издају 1967. године са певачем Едијем Декингом. Већину својих спотова за потребе Телевизије Београд су снимали у београдском Зоолошком врту, а свирали су и музику за филмове: Немирни Кокана Ракоњца, и Буђење пацова Живојина Жике Павловића. 
У јесен 1967. године Слободан Скакић оснива групу Нове Елипсе. Поред њега групу су чинили: Радомир Дмитровић (гитара), Ненад Недић (бас-гитара) и Милан Кашанин (бубњеви). 
У лето 1968. године Елипсе су престале да постоје.
Након распада групе 1968. бас гитариста Бојан Хрељац и бубњар Владимир Фурдуј придружују се Корни групи, а клавијатуриста Зоран Симјановић постаје један од најистакнутијих композитора филмске музике на Балкану. 
Слободан Скакић се преселио у Енглеску 1969. године био је клавијатурист и вокал у бенду Ици-ла до 1987. године када је доживео несрећу у којој је повредио руку.  Преминуо је у Дорсету у јануару 2019. године.
Декенг је отишао у Немачку пре него што се преселио у СAД, где је радио као лекар. Саксофониста Зоран Јуркић преселио се у Данску где је радиo у Порше сервису.
Већина њихових снимака је објављено на CD-у „Елипсе за пријатеље (1963-1968)“ 1999. године. Неки од снимака који су се чували на ТВ Београд су уништени приликом НАТО бомбардовања 1999. године. 
Фурдуј је 2015. преминуо у Београду, имао је 70 година.
Бојан Хрељац преминуо је у Београду 2018. године у 70. години. 
Симјановић је 2021. преминуо у Београду од компликација изазваних КОВИД-19. Имао је 74 године.

## Чланови групе
- Зоран Симјановић клавијатуре

- Бојан Хрељац бас-гитара

- Владимир Фурдуј бубањ

- Слободан Скакић вокал

- Радомир Дмитровић соло-гитара

- Симеон Вуковић соло-гитара

- Момчило Радовановић ритам гитара

- Еди Декенг вокал

- Никола Зембић труба

- Драган Купријанов саксофон

- Зоран Јуркић саксофон и флаута

## Дискографија
Синглови
- 1965. — Елипсе и Перица Стојанчић, (Sentimental Baby, Ни збогом ниси рекла — Перица Стојанчић, Плажа, Сигнал Евровизије), ПГП РТБ
- 1966. — Елипсе, (Погледај кроз прозор, Дечак Том, Маја, Реци да ме волиш), ПГП РТБ
- 1967. — Елипсе, (Le telephone, За оне што на лицу носе боре), ПГП РТБ

Компилације
- 1999. — Елипсе, Елипсе за пријатеље (1963-1968), Simke Music 1999.